# Alouette 2
Pour les articles homonymes, voir Alouette.
Ne doit pas être confondu avec Alouette II.
L'Alouette 2 était un satellite de recherche canadien. 
Il fut lancé à 4h48 UTC le 29 novembre 1965, en compagnie du satellite américain Explorer 31, par un lanceur Thor Agena depuis l'aire ouest de la base aérienne Vandenberg Air Force Base, en Californie.
L'Alouette 2 fut construit pour explorer l'ionosphère, comme son prédécesseur l'Alouette 1 et comme l'Explorer 31.  L'Alouette 2 fut chargé de mener beaucoup plus d'expériences et disposait de systèmes plus sophistiqués que l'Alouette 1.
L'Alouette 2 fut construit à partir d'un exemplaire de sécurité qui avait été fait du satellite Alouette 1. La compagnie RCA Victor de Montréal fut l'entrepreneur principal pour sa fabrication.
Le nom « Alouette » avait été choisi d'après le nom de l'oiseau, qui est aussi le titre d'une chanson folklorique bien connue au Canada.  Alouette II fut aussi parfois désigné sous le nom ISIS-X, puisqu'il était le premier de la série des satellites internationaux pour l'étude de l'ionosphère (International Satellites for Ionospheric Studies, ISIS).  Le suivant fut nommé ISIS-I.
L'Alouette 2 dura 10 ans. Il fut retiré du service le 1er août 1975.